# Силвейра, Мартин Мерсио да
Марти́н Ме́рсио да Силве́йра (порт.-браз. Martim Mércio da Silveira; 2 марта 1911, по другим данным — 19 ноября 1910, по третьим — 21 апреля 1911, Баже — 16 августа 1972, Рио-де-Жанейро) — бразильский футболист, полузащитник. Выступал за сборную Бразилии, за которую провёл 27 матчей и забил 3 мячей. Участвовал на чемпионате мира 1934, где провёл одну игру, и чемпионате мира 1938 — три игры, в обоих был капитаном команды. Четыре раза выигрывал чемпионат Кариоки с «Ботафого».

## Карьера
Мартин начал карьеру в клубе «Гуарани» в 1928 году. Годом позже он попал в сферу интересов двух клубов из Рио-де-Жанейро, «Фламенго» и «Ботафого». Полузащитник отдал предпочтение «Глориосо», в составе которого дебютировал 12 октября 1929 года в матче с «Флориано» (3:0). 20 октября того же года он дебютировал в официальной встрече с клубом «Васко да Гама» (2:2). По другим данным только годом позже он дебютировал в официальной игре: его клуб 26 октября 1930 года проиграл в Лиге Кариоке «Флуминенсе» со счётом 0:2. В том же году он выиграл свой первый титул чемпиона Лиги, в розыгрыше которого провёл 20 матчей и забил три гола. В 1932 году клуб вновь выиграл титул, а Мартин сыграл в его розыгрыше 22 встречи и забил 3 матча. В 1933 году Мартин уехал в Аргентину в клуб «Бока Хуниорс». 16 апреля 1933 года он сыграл первую встречу за новую команду, обыгравшую в матче «Велес Сарсфилд» со счётом 3:1. 19 ноября того же года полузащитник сыграл последний матч за «Боку», в котором его клуб проиграл «Ривер Плейту» (1:3). Всего за команду он провёл 30 матчей. В 1934 году Мартин возвратился в стан «Ботафого» и в том же году выиграл свою третью Лигу Кариока. При этом сам футболист сыграл первую встречу после возвращения только 2 декабря, в матче, в котором после победы над «Андарай», «Глориосо» завоевал золотые медали. В 1935 году был выиграл ещё один титул. А сам Мартин за период 1930 по 1935 год провёл больше всех матчей за «Ботафого» — 81 игру. 15 декабря 1940 года футболист провёл последний матч за клуб против «Палестры Италия» (1:2), а его завершившийся контракт не был продлён. Всего за клуб он провёл 227 матчей и забил 20 голов.
Завершив игровую карьеру, Мартин начал тренировать. В 1941 году он возглавил клуб «Канто до Рио», которым руководил до 1943 года. В 1944 году его пригласили на пост главного тренера «Ботафого», но из-за болезни он был вынужден уже в середине сезона покинуть команду. После ухода с поста главного тренера в феврале 1946 года Бенгалы, который и заменил Мартина, тот во второй раз возглавил «Ботафого». Позже он тренировал клуб ещё в период с 1952 по 1953 год.

## Международная статистика
| Матчи Мартина Силвейры за сборную Бразилии | Матчи Мартина Силвейры за сборную Бразилии | Матчи Мартина Силвейры за сборную Бразилии | Матчи Мартина Силвейры за сборную Бразилии | Матчи Мартина Силвейры за сборную Бразилии | Матчи Мартина Силвейры за сборную Бразилии | Матчи Мартина Силвейры за сборную Бразилии |
| ------------------------------------------ | ------------------------------------------ | ------------------------------------------ | ------------------------------------------ | ------------------------------------------ | ------------------------------------------ | ------------------------------------------ |
| №                                          | Дата                                       | Место проведения                           | Оппонент                                   | Счёт                                       | Голы                                       | Турнир                                     |
| 1                                          | 4 декабря 1932                             | Монтевидео                                 | Уругвай                                    | 2:1                                        | —                                          | Кубок Рио-Бранко                           |
| 2                                          | 8 декабря 1932                             | Монтевидео                                 | Пеньяроль                                  | 1:0                                        | —                                          | Товарищеский матч                          |
| 3                                          | 11 декабря 1932                            | Монтевидео                                 | Насьональ (Монтевидео)                     | 2:1                                        | —                                          | Товарищеский матч                          |
| 4                                          | 27 мая 1934                                | Генуя                                      | Испания                                    | 1:3                                        | —                                          | Чемпионат мира                             |
| 5                                          | 3 июня 1934                                | Белград                                    | Югославия                                  | 4:8                                        | —                                          | Товарищеский матч                          |
| 6                                          | 8 июня 1934                                | Загреб                                     | Граджянски (Загреб)                        | 0:0                                        | —                                          | Товарищеский матч                          |
| 7                                          | 17 июня 1934                               | Барселона                                  | Каталония                                  | 1:2                                        | —                                          | Товарищеский матч                          |
| 8                                          | 24 июня 1934                               | Жирона                                     | Каталония                                  | 2:2                                        | —                                          | Товарищеский матч                          |
| 9                                          | 1 июля 1934                                | Барселона                                  | Барселона                                  | 4:4                                        | —                                          | Товарищеский матч                          |
| 10                                         | 12 июля 1934                               | Лиссабон                                   | Сборная Бенфики и Белененсеша              | 4:2                                        | —                                          | Товарищеский матч                          |
| 11                                         | 15 июля 1934                               | Лиссабон                                   | Спортинг (Лиссабон)                        | 6:1                                        | —                                          | Товарищеский матч                          |
| 12                                         | 22 июля 1934                               | Порту                                      | Порту                                      | 0:0                                        | —                                          | Товарищеский матч                          |
| 13                                         | 7 сентября 1934                            | Салвадор                                   | Галисия (Салвадор)                         | 10:4                                       | —                                          | Товарищеский матч                          |
| 14                                         | 9 сентября 1934                            | Салвадор                                   | Ипиранга (Салвадор)                        | 5:1                                        | 1                                          | Товарищеский матч                          |
| 15                                         | 13 сентября 1934                           | Салвадор                                   | Витория (Салвадор)                         | 2:1                                        | —                                          | Товарищеский матч                          |
| 16                                         | 16 сентября 1934                           | Салвадор                                   | Баия                                       | 8:1                                        | —                                          | Товарищеский матч                          |
| 17                                         | 20 сентября 1934                           | Ресифи                                     | Сборная штата Баия                         | 2:1                                        | —                                          | Товарищеский матч                          |
| 18                                         | 30 сентября 1934                           | Ресифи                                     | Спорт (Ресифи)                             | 5:4                                        | —                                          | Товарищеский матч                          |
| 19                                         | 30 сентября 1934                           | Ресифи                                     | Санта-Круз (Ресифи)                        | 3:1                                        | —                                          | Товарищеский матч                          |
| 20                                         | 4 октября 1934                             | Ресифи                                     | Наутико                                    | 8:3                                        | 1                                          | Товарищеский матч                          |
| 21                                         | 7 октября 1934                             | Ресифи                                     | Сборная штата Пернамбуку                   | 5:3                                        | —                                          | Товарищеский матч                          |
| 22                                         | 10 октября 1934                            | Ресифи                                     | Санта-Круз (Ресифи)                        | 2:3                                        | —                                          | Товарищеский матч                          |
| 23                                         | 13 октября 1934                            | Салвадор                                   | Баия                                       | 5:1                                        | —                                          | Товарищеский матч                          |
| 24                                         | 16 декабря 1934                            | Сан-Паулу                                  | Палестра Италия                            | 4:1                                        | —                                          | Товарищеский матч                          |
| 25                                         | 5 июня 1938                                | Страсбург                                  | Польша                                     | 6:5                                        | —                                          | Чемпионат мира                             |
| 26                                         | 12 июня 1938                               | Бордо                                      | Чехословакия                               | 1:1                                        | —                                          | Чемпионат мира                             |
| 27                                         | 16 июня 1938                               | Марсель                                    | Италия                                     | 1:2                                        | —                                          | Чемпионат мира                             |

## Достижения
- Чемпион Федерального округа (1891—1960) (4): 1930, 1932, 1933, 1935
- Обладатель Кубка Рио-Бранко (1): 1932